# Klaus Frings
Klaus Frings (* 1936; † 17. April 1968 in München) war Pressefotograf. Er erlitt während einer Demonstration am Ostermontag 1968 in München eine Kopfverletzung durch einen von einer unbekannten Person geworfenen Stein und starb zwei Tage später.
Der Vorfall ereignete sich während der so bezeichneten Osterunruhen, die durch das Attentat auf Rudi Dutschke am Gründonnerstag 1968 in Berlin ausgelöst wurden.
Auf der Demonstration am Ostermontag 1968 in München wurde auch der Student Rüdiger Schreck verletzt, der ebenfalls am 17. April 1968 verstarb.

## Leben
Frings arbeitete für die Nachrichtenagentur Associated Press (AP).
Er war verheiratet und hatte einen Adoptivsohn.

## Todesumstände

### Zeitlicher Kontext (Osterunruhen)
Im April 1968 beschleunigten sich die Ereignisse in der APO. Am Gründonnerstag 1968 wurde Rudi Dutschke, eine Leitfigur der studentischen Protestbewegung, auf dem Kurfürstendamm in West-Berlin niedergeschossen. Daraufhin fanden wegen der Berichterstattung der Springer-Presse, die strikt gegen die Studentenbewegung eingestellt war, Demonstrationen vor den Verlagshäusern in West-Berlin und verschiedenen anderen Städten in der Bundesrepublik Deutschland statt, so auch in München. Diese Demonstrationen, die in der Zeit vom 11. bis zum 17. April 1968 stattfanden und bei denen es teilweise zu Straßenschlachten zwischen den Protestierenden und der Polizei kam, wurden als Osterunruhen bekannt.

### Ereignisse in München
In München versammelten sich am Ostermontag 1968 rund 2000 Demonstranten vor dem Redaktions- und Druckereigebäude des Springer-Verlages, das sich damals an der Kreuzung Schellingstraße / Barer Straße befand. Die Polizei versuchte gegen 21 Uhr eine Sitzblockade von Protestierenden auf der Barer Straße zu beenden, um die Auslieferung der Bild-Zeitung zu ermöglichen. Die Demonstranten warfen mit Steinen, Brettern und Eisenstangen von einer nahegelegenen Baustelle.
Frings hielt sich in der Barer Straße auf, um für die Nachrichtenagentur AP Fotos aufzunehmen. Als die Polizei die Protestierenden von der Barer Straße drängte, befand er sich hinter den Polizisten. Frings wurde von einem quaderförmigen Granitstein am Kopf getroffen. Er wurde umgehend in die Chirurgische Poliklinik der Universität München transportiert, die behandelnden Ärzte stuften die Verletzungen zunächst als unbedenklich ein. Erst am nächsten Tag wurde Frings in die Neurochirurgische Klinik verlegt, dort starb er an einer Gehirnblutung infolge einer Schädelfraktur.
Die Polizei ermittelte gegen Unbekannt wegen Körperverletzung mit Todesfolge. Bis heute ist aber ungeklärt, wer den Stein warf und somit für Frings Tod verantwortlich war.